# Philotimo
Philotimo (auch Filotimo; griechisch φιλότιμο) ist ein griechischer Begriff, der wörtlich mit „Liebe zur Ehre“ übersetzt werden kann. Diese Übersetzung gibt jedoch nur unvollständig die Vielzahl an Tugenden wieder, die mit dem Begriff verbunden sind.
Philotimo umfasst unter anderem Werte wie Ehre, Stolz, Mut, Gastfreundschaft, Verantwortung, Ehrlichkeit, Liebe und Altruismus. Philotimo steht für eine Haltung, in der man aus reiner innerer Motivation handelt, ohne eine Gegenleistung zu erwarten. Philotimo beschreibt eine generelle Haltung gegenüber anderen Menschen und der Gemeinschaft. Aufgrund seiner tief verwurzelten moralischen und sozialen Bedeutung gilt Philotimo als zentrale Tugend in der griechischen Kultur und ist Gegenstand philosophischer, soziologischer sowie psychologischer Betrachtungen.

## Etymologie
Der Begriff Philotimo leitet sich von den griechischen Wörtern „philo“ (φιλό; „Freund“ oder „lieben“) und „timo“ (τιμώ; „ehren“) ab.
Die Ursprünge des Begriffs gehen auf das altgriechische Wort „philotimia“ (φιλοτιμία) zurück, das bereits in den Werken des Dichters Pindar (6. bis 7. Jahrhundert v. Chr.) Erwähnung findet. In der Antike wurde Philotimia oft ironisch oder negativ konnotiert als Ehrgeiz oder Streben nach Anerkennung interpretiert. Beispielsweise wurde in der griechischen Mythologie Achilles’ Philotimo verletzt, als König Agamemnon ihm die Königin Briseis, seinen Preis für Tapferkeit im Kampf, wegnahm. In Platons Politeia wird es ebenfalls ironisch gebraucht: „der Ehrgeizige, der Ehre oder Auszeichnung liebt“. Als ambivalentes Konzept steht es damit auch in Verbindung mit den Begriffen Eris (Streit) und Philonikia (Eifer).
Im klassischen Athen (4. und 5. Jahrhundert v. Chr.) entwickelte sich eine zunehmend positivere Konnotation, als im Rahmen der Konsolidierung der Demokratie, der Begriff mit dem persönlichen Bestreben verbunden wurde, der Gemeinschaft zu dienen und Anerkennung durch moralisches Verhalten zu erlangen.
Frühe positive Konnotationen des Begriffs finden sich bei Schriften des Xenophon. Zudem erscheint der Begriff auch in der Bibel in den Schriften von Paulus von Tarsus. In verschiedenen Bibelübersetzungen wird der Begriff oft durch Umschreibungen wie „Ehrgeiz“, „eifriges Bemühen“, „Streben“, „Eifer“, „eifriges Streben“, „starkes Verlangen“ oder „Studieren“ wiedergegeben.
Philotimo in der griechischen Sprache umfasst eine pragmatische, semantische und empirische Dimension, die je nach verwendeter Syntax variiert.

## Historische Bedeutung
In der hellenistischen Zeit war Philotimo ein verbreiteter Begriff.
Die ersten epigraphischen Zeugnisse des Begriffs Philotimia stammen aus der Zeit um 330 v. Chr. Bereits ein Jahrzehnt später war Philotimia als hochgeschätzte Tugend in der Gesellschaft Athens etabliert. In öffentlichen Dekreten wurden Bürger „für ihre finanziellen und administrativen Anstrengungen im Namen der Gemeinschaft geehrt“.
Das Wort gewann insbesondere während der osmanischen Herrschaft über Griechenland (15. bis 19. Jahrhundert) an Bedeutung. Während in Westeuropa im Zuge der Aufklärung moderne Staaten entstanden, die auf Rechtsstaatlichkeit und abstrakte Verantwortung setzten, blieb die griechische Gesellschaft durch Stolz, Lokalpatriotismus und enge persönliche Beziehungen geprägt. In einer Zeit, in der institutionelle Strukturen und staatliche Ordnung schwach ausgeprägt waren, wurde Philotimo zu einem zentralen sozialen Prinzip. Es beruhte auf persönlicher Ehre, moralischer Verpflichtung und Hilfsbereitschaft innerhalb der Gemeinschaft.
Ein historisches Beispiel für Philotimo sind die spartanischen Kämpfer bei der Schlacht der Thermopylen. Obwohl sie die Wahrscheinlichkeit einer Niederlage erkannten, kämpften sie aus Überzeugung gegen das persische Reich. Der Verräter Ephialtes, der den Feinden den geheimen Pfad verraten haben soll, gilt aufgrund seines Mangels an Philotimo als dauerhaft beschämt.
Ein weiteres herausragendes Beispiel für Philotimo zeigt sich während der Schlacht um Kreta (1941), als griechische Zivilisten trotz Lebensgefahr alliierten Soldaten Schutz boten. Auch in der Flüchtlingskrise 2015/2016 zeigte sich Philotimo, als Einheimische auf den Inseln Lesbos, Chios und Kos trotz wirtschaftlicher Not und akuter Gefahr Flüchtlinge aus dem Mittelmeer retteten.

## Kulturelle Bedeutung

### Innerhalb Griechenlands
Philotimo wird als eine der höchsten Tugenden in der griechischen Gesellschaft angesehen und beeinflusst das Verhalten innerhalb der Familie und der Gemeinschaft. Seit den 1950er Jahren hat das Konzept Einzug in die griechische Populärkultur gehalten. Das 1955 erschienene Film-Musical „Laterna, ftochia kai filotimo“ („Laterne, Armut und Filotimo“) machte den Begriff landesweit bekannt. Frank Taschlins Maler und Mädchen wurde ins Griechische übersetzt als „Lordoi, lorda kai filotimo“ („Lords, Hungern und Filotimo“).  Weitere Werke wie Giorgos Ioannous Buch „Gia ena filotimo“ („Für ein Philotimo“) sowie der Film „Yparhei kai filotimo“ („Es gibt noch Philotimo“) trugen zur Popularität des Begriffs bei.
Das Erlernen von Philotimo beginnt bereits im Kindesalter durch Respekt und Liebe gegenüber Eltern und Großeltern. Mit dem Heranwachsen entwickelt sich ein Bewusstsein für Stolz auf die eigene Herkunft, Hilfsbereitschaft gegenüber Freunden und selbstlose Großzügigkeit. Bestimmte Verhaltensweisen gelten als beschämend, und Familien erfahren oft soziale Schande, wenn sich ihre Kinder schlecht benehmen. Das Gegenteil trifft ebenfalls zu: Wenn sich jemand ehrenhaft verhält, wird die ganze Familie in den Augen der Griechen durch sein Handeln erhoben.
Philotimo kann nicht einfach als persönliche Eigenschaft beansprucht werden, wie etwa „Ich habe Philotimo“. Es ist vielmehr die Wahrnehmung und Bewertung durch andere, die definiert, ob jemand Philotimo besitzt. In diesem Sinne ist das Wort aktiv, jedoch nur aus der Perspektive des Beobachters. Diese bidirektionale Beziehung ist im Sinne dieses Begriffes grundlegend und wichtig.

### Außerhalb Griechenlands
In der griechischen Diaspora, besonders in den USA, wurde Philotimo ursprünglich in ländlichen Gemeinschaften als Mechanismus sozialer Kontrolle genutzt. In urbanen und diasporischen Kontexten hat sich seine Bedeutung gewandelt und wird zunehmend als individuelle Tugend betrachtet, die mit Erfolg und persönlichem Fortschritt verbunden ist. Der Begriff bleibt ein wichtiges Identitätsmerkmal, besonders in der griechischen Diaspora, wo er sowohl zur Selbstdefinition als auch zur sozialen Motivation dient. In den USA gilt Philotimo als Wert, der moralisches Verhalten regelt. In der US-amerikanischen griechischen Diaspora identifizierten sich in den 1970er und 1980er Jahren über 74 % der Personen mit Philotimo. Das Branding der griechischen Diaspora markiert Philotimo als die Essenz der griechischen Nation, die über Zeit und Raum hinweg dargestellt wird. Philotimo wird als das Äquivalent zum Wertesystem des griechischen Nationalcharakters betrachtet, als ein spürbares Konzept und als semiotischer Identifikator der Griechen hervorgehoben.
Der frühere US-Präsident Barack Obama sprach in einer seiner Reden über die Bedeutung von Philotimo und sagte:
„In all unseren Gemeinschaften, in all unseren Ländern, glaube ich immer noch, dass es mehr von dem gibt, was die Griechen Philotimo nennen – Liebe, Respekt und Freundlichkeit für die Familie, die Gemeinschaft und das Land, und ein Gefühl, dass wir alle zusammen in dieser Sache stecken und einander verpflichtet sind. Philotimo, ich sehe es jeden Tag, und das gibt mir Hoffnung [...]“.

## Philosophische Bedeutung
Philotimo ist ein tief in der griechischen Identität verankerter Wert. Der Philosoph Thales von Milet soll gesagt haben: „Philotimo ist für die Griechen wie das Atmen. Ohne es ist ein Grieche kein Grieche. Er könnte genauso gut nicht am Leben sein.“
Der Philosoph Protagoras behandelte den Begriff Philotimia in seinem Werk Peri Philotimias und stellte dar, dass die Sophisten ihn als ein theoretisches Konstrukt betrachteten. Auch Aristoteles setzte sich mit der Tugend auseinander und ordnete sie in seiner ethischen Lehre direkt hinter der Arete ein. Philotimia befinde sich demnach, „im Spektrum des Durchschnittlichen oder Kleineren“.
Für manche Philosophen stellte der Mut das primäre und wesentliche Element des Philotimo dar. In den platonischen Dialogen bringt Sokrates diese Ansicht zum Ausdruck, indem er feststellt: „Selbst wenn einem Menschen die meisten Tugenden fehlen, er jedoch über bedingungslosen Mut verfügt, wird er gerettet werden.“ In ebendiesem Werk beschreibt Sokrates außerdem Philotimo als Teil der drei grundlegenden Begierden des Menschen, die dessen Persönlichkeit formen: das Streben nach Gewinn (philochrêmatos), nach Sieg und Ehre (philonikos kai philotimos) sowie nach Erkenntnis (philosophos).
Dem Heiligen Paisios vom Berg Athos zufolge bezeichnet Philotimo „die reine Essenz der Güte; die strahlende Liebe eines demütigen Menschen, der sich selbst zurücknimmt, aber ein Herz voller Dankbarkeit gegenüber Gott und seinen Mitmenschen hat. Aufgrund seiner geistigen Sensibilität versucht er, selbst die kleinste ihm erwiesene Wohltat zu erwidern.“
Philotimo umfasst die Fähigkeit, die persönliche Integrität zu wahren, was zu ideologischen Entscheidungen führt, die auf Prinzipientreue basieren.
Philotimo soll die Reflexion über das Verhalten fördern, das nicht nur ein Spiegelbild des Einzelnen, sondern auch ein Spiegelbild der Familie, der Gemeinschaft und des Landes ist.